# Арчаев, Мурад Курбандурдыевич
Мурад (Мырат) Курбандурдыевич Арчаев (туркм. Myrat Arçaýew, 1987, Ашхабад, Туркменская ССР, СССР) — туркменский государственный деятель.
В 2009 году окончил Харьковский политехнический институт. По специальности — химик-технолог (химические технологии топлива и углеродных материалов).
2011—2012 — инженер подразделения разработки газоконденсатного месторождения Южный Йолотань-Осман (с 2012 года — «Галкыныш») отдела разработки нефтегазовых месторождений Института нефти и газа Государственного концерна «Туркменгаз».
2012—2017 — главный специалист, заместитель председателя управления экспортной реализации природного и сжиженного газа Государственного концерна «Туркменгаз».
11.04.2017 — 01.12.2017 — заместитель председателя Государственного концерна «Туркменгаз», временно исполняющий обязанности Государственного министра Туркменистана — председателя Государственного концерна «Туркменгаз».
С 01.12.2017 по 03.07.2020  — государственный министр Туркменистана — председатель Государственного концерна «Туркменгаз». В июле 2019 года получил строгий выговор «за ненадлежащее исполнение должностных обязанностей, допущенные в работе недостатки». В марте 2020 года в качестве руководителя Туркменгаза подписал контракты на поставку 1 миллиона тонн серы в компаниям «OCP S.A.» (Марокко) и «Sun International FZE» (Объединённые Арабские Эмираты). 3 июля 2020 года освобождён от должности государственного министра «за недостатки, допущенные в работе», незадолго до отставки в ходе обсуждения на заседании кабинета министров вопросов топливно-энергетического комплекса президент Туркмении Бердымухамедов выразил крайнее недовольство работой Арчаева.